# 阿库尔
阿库尔（法語：Hâcourt，法語發音：[akuʁ]）是法国上马恩省的一个市镇，属于肖蒙区。

## 地理
阿库尔（48°9'49"N, 5°34'24"E）面积2.94 平方千米，位于法国大東部大區上马恩省，该省份为法国东北部内陆省份，北起马恩省和默兹省，西接奥布省，西南接科多尔省，东南接上索恩省，东临孚日省。
与阿库尔接壤的市镇（或旧市镇、城区）包括：圣玛丽堡、默兹河畔布兰维尔、默兹河畔栋库尔、于伊利埃库尔、默兹河畔马兰库尔。

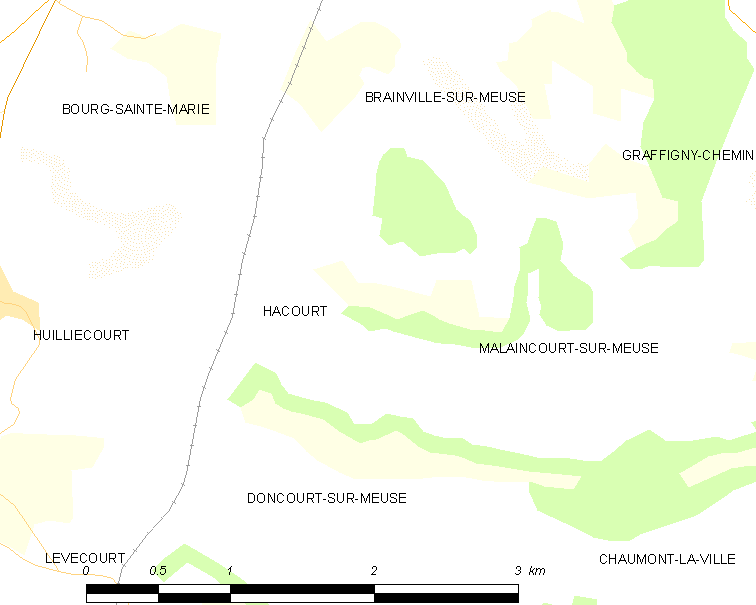
阿库尔的OSM定位图

阿库尔的时区为UTC+01:00、UTC+02:00（夏令时）。

## 行政
阿库尔的邮政编码为52150，INSEE市镇编码为52234。

## 政治
阿库尔所属的省级选区为普瓦松县。

## 人口

1962-2008年间阿库尔人口变化图示

阿库尔于2022年1月1日时的人口数量为41人。